# Transesterificación
En química orgánica, la transesterificación es el proceso de intercambio del grupo orgánico {\displaystyle {\ce {R''}}} de un éster con el grupo orgánico {\displaystyle {\ce {R'}}} de un alcohol. Estas reacciones a menudo se catalizan mediante la adición de un catalizador ácido o básico. La reacción también se puede lograr con la ayuda de enzimas (biocatalizadores), particularmente lipasas. 

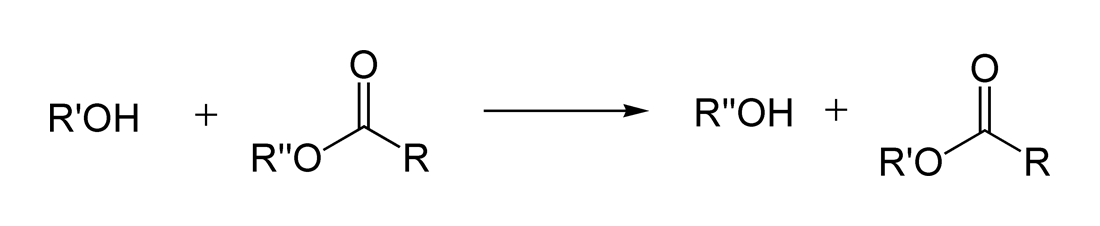
Transesterificación: alcohol + éster → alcohol diferente + éster diferente

Los ácidos fuertes catalizan la reacción donando un protón al grupo carbonilo, lo que lo convierte en un electrófilo más potente, mientras que las bases catalizan la reacción al eliminar un protón del alcohol, lo que lo hace más nucleófilo. Los ésteres con grupos alcoxi más grandes se pueden hacer a partir de ésteres metílicos o etílicos de alta pureza calentando la mezcla de éster, ácido/base y alcohol grande y evaporando el alcohol pequeño para impulsar el equilibrio. 

## Mecanismo
En el mecanismo de transesterificación, el carbono carbonilo del éster de partida reacciona para dar un intermedio tetraédrico, que vuelve al material de partida o procede al producto transesterificado ({\displaystyle {\ce {RCOOR^2}}}). Las diversas especies existen en equilibrio, y la distribución del producto depende de las energías relativas del reactivo y del producto. 

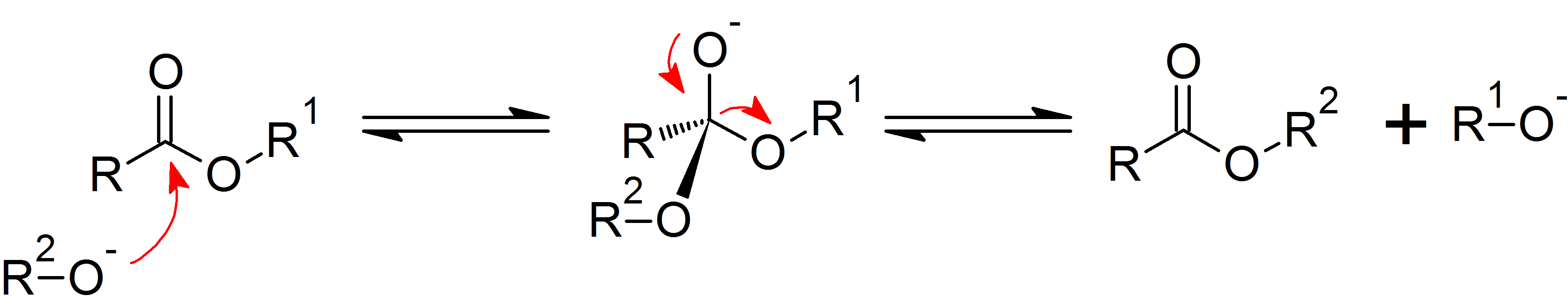
Mecanismo de la transesterificación

## Aplicaciones

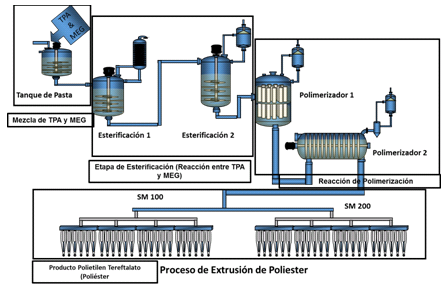
Producción de Poliéster

### Producción de poliéster
La aplicación a gran escala de la transesterificación se encuentra en la síntesis de poliésteres. En esta aplicación, los diésteres se someten a transesterificación con dioles para formar macromoléculas. Por ejemplo, el tereftalato de dimetilo y el etilenglicol reaccionan para formar tereftalato de polietileno y metanol, que se evapora para impulsar la reacción. 

### Metanólisis y producción de biodiésel
La reacción inversa, la metanólisis, también es un ejemplo de transesterificación. Este proceso se ha utilizado para reciclar poliésteres en monómeros individuales (ver reciclaje de plásticos). También se utiliza para convertir las grasas (triglicéridos) en biodiésel. Esta conversión fue uno de los primeros usos. El aceite vegetal transesterificado (biodiésel) se utilizó para impulsar vehículos pesados en Sudáfrica antes de la Segunda Guerra Mundial. 
Fue patentado en los EE. UU. en la década de 1950 por Colgate, aunque la transesterificación con biolípidos puede haberse descubierto mucho antes. En la década de 1940, los investigadores buscaban un método para producir más fácilmente glicerol, que se usaba para producir explosivos para la Segunda Guerra Mundial. Muchos de los métodos utilizados actualmente por los productores tienen su origen en la investigación original de los años cuarenta. 
Los investigadores japoneses también han demostrado recientemente que la transesterificación con biolípidos es posible mediante el uso de una metodología de metanol supercrítico, por lo que se utilizan recipientes de alta presión y alta temperatura para catalizar físicamente la reacción de biolípido/metanol en ésteres metílicos de ácidos grasos.

### Síntesis
La transesterificación se utiliza para sintetizar derivados de enol, que son difíciles de preparar por otros medios. El acetato de vinilo, que está disponible a bajo costo, se somete a transesterificación, lo que da acceso a los éteres de vinilo:
{\displaystyle {\ce {ROH + CH 2 = CHOAc -> ROCH = CH 2 + HOAc}}}